# Prepona guaraunos
Prepona guaraunos är en fjärilsart som beskrevs av Le Moult 1932. Prepona guaraunos ingår i släktet Prepona och familjen praktfjärilar. Inga underarter finns listade i Catalogue of Life.